# Funicular de Igueldo
El funicular de Igueldo se encuentra en el municipio de San Sebastián (Guipúzcoa, España). Su vía de 312 m de longitud, tendida sobre la ladera del monte Igueldo que le da nombre, salva los 151 m de desnivel existentes entre Ondarreta y el Parque de Atracciones Monte Igueldo. Junto con el mencionado parque de atracciones, forma parte del Conjunto Monumental declarado en el año 2014.

## Historia

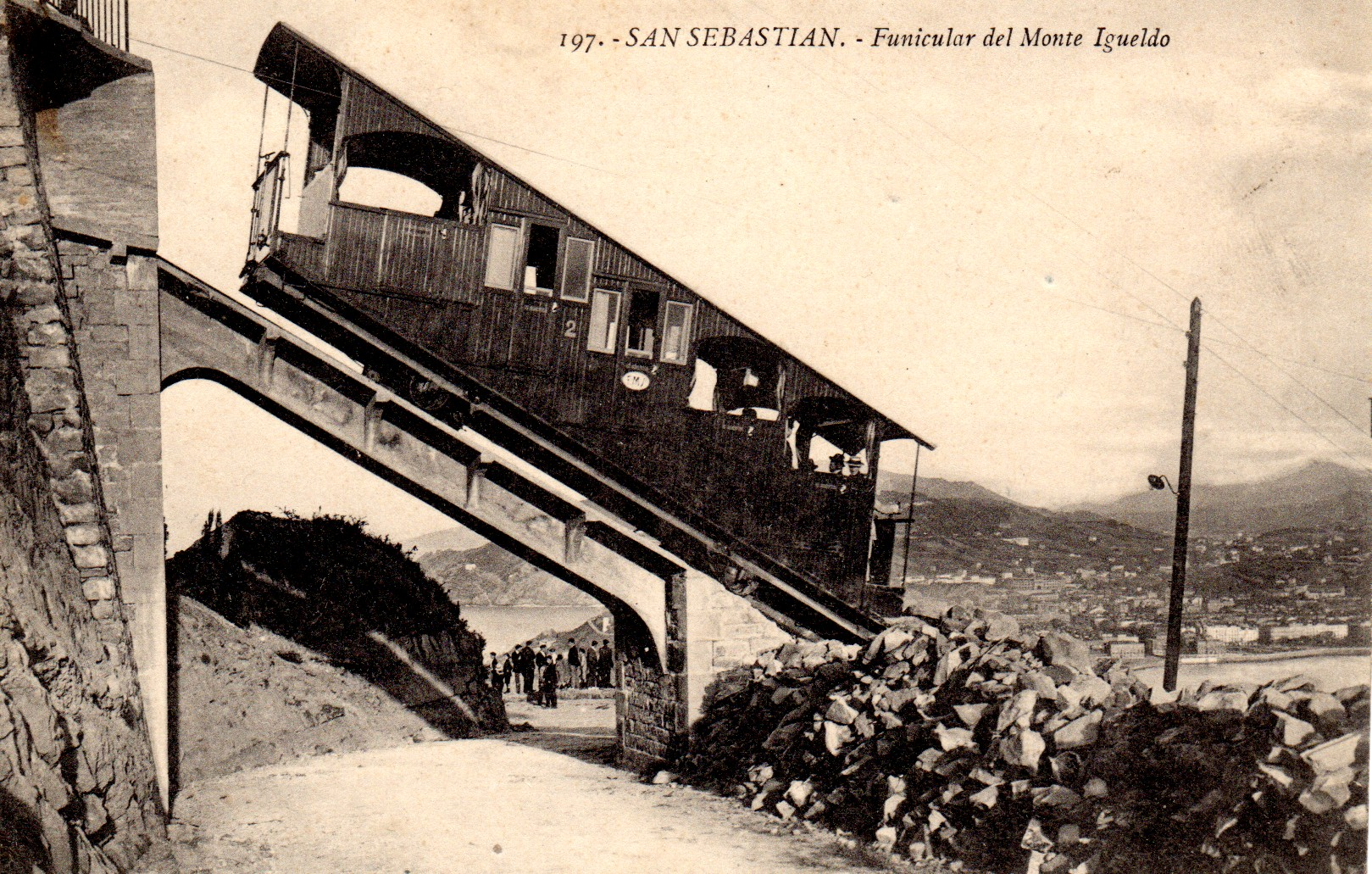
El funicular a principio del siglo XX

El funicular de Igueldo es el más antiguo del País Vasco y el tercero de España tras los barceloneses del Tibidabo (1901) y Vallvidrera (1906), hoy modificados. Se construyó, bajo diseño del ingeniero Emilio Huici y la dirección de obra del también ingeniero Severiano Goñi, para facilitar el acceso a la parte alta del monte Igueldo, situado al oeste de la ciudad de San Sebastián. 
Fue inaugurado con fecha 25 de agosto de 1912 por la regente María Cristina, y la firma suiza Von Roll Fonderie de Berna, especialista del sector, equipó la línea, que cuenta con una longitud total de 312 metros. La inauguración coincidió con el estreno del parque de atracciones en lo alto del monte Igueldo, dejando ver unas impresionantes vistas panorámicas de la bahía de La Concha. La estación inferior está situada en la plaza del Funicular, muy cercana a la famosa obra de Eduardo Chillida, el Peine del Viento.

## Datos técnicos
El recorrido se desarrolla en línea recta, siguiendo una vía de ancho métrico simple sobre una losa de hormigón, y dispone de tres pantalanes o pasarelas para cruzar la carretera desde el faro hasta Igeldo. En medio del recorrido, la vía férrea se divide en dos (sistema del ingeniero suizo Roman Abt) para permitir el cruce del coche que sube con el que baja.
La esencia del sistema de cruce es que las ruedas de cada lado del vehículo son diferentes: en un lado del coche de viajeros -izquierdo o derecho, según la posición del cruce- las ruedas tienen una doble pestaña y, en el lado opuesto, no. De esta manera, las ruedas de doble pestaña aseguran que los vehículos se muevan siempre en la misma dirección, y no es necesario utilizar desvíos con piezas móviles para cruzar o realizar cambios en la vía. En el cruce se interrumpe la continuidad de los carriles interiores para permitir el paso del cable, pero el ancho de las ruedas sin pestaña permite salvar la interrupción sin problemas.
Características principales:
- Recorrido: 312 m
- Altitud estación inferior: 11 m s. n. m. (Ondarreta)
- Altitud estación superior: 162 m s. n. m. (Igueldo)
- Desnivel: 151 m
- Pendiente media / máxima: 48,39% / 57,9%.
- Capacidad: 50 personas por vehículo
- Duración del viaje: 3 min
- Velocidad: 1,5 m/s
- Horarios: cada 15 min
- Motor eléctrico, potencia: 125 CV a 220 V.
- Accionamiento: Von Roll de tres reducciones.
- Trazado: alineación recta.
- Ancho de vía: 1 m.
- Montaje: traviesas metálicas sobre losa de hormigón.
- Cruce: longitud 80 m / radio de curvatura 250 m.

## Tipo de vía
La vía está formada por raíles con cabeza de forma triangular, que facilitan el funcionamiento del freno de emergencia de los vagones. Los carriles se disponen sobre una serie de vigas metálicas longitudinales de perfil angular embebidas en una losa continua de hormigón armado, que forma la base de la vía y por tanto no lleva piedra de balasto. Esta solución permite mantener la vía férrea correctamente y al mismo tiempo asegura que los materiales de la vía no se muevan. A lo largo de la vía, en sentido ascendente a la derecha, existe una pasarela peatonal escalonada para labores de inspección y mantenimiento, que se prolonga sobre los arcos de los puentes.

## Sistema de tracción

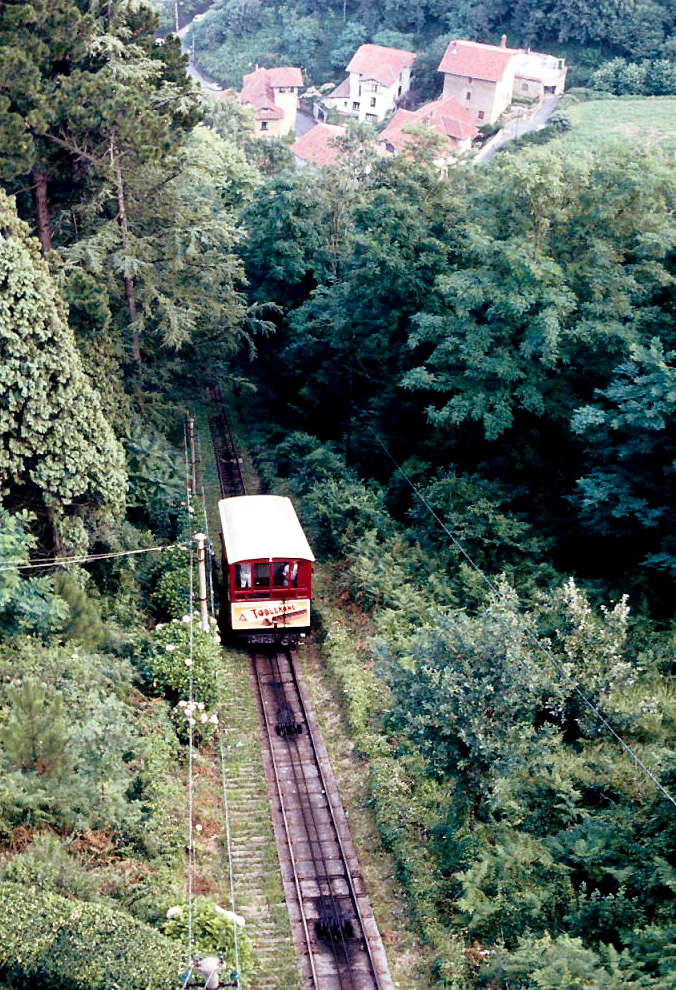
El funicular sobre la vía, por cuyo centro discurren los cables de tracción

El sistema de tracción está situado en la estación superior y es accionado por un motor con dos fases de reducción, que hacen girar una gran polea que a su vez mueve el cable de tracción.
En la primera fase de reducción, las correas que giran sobre el eje de transmisión accionan una polea de 1695 mm de diámetro, que se inserta en el mismo eje que sujeta los discos de freno y la rueda dentada de 600 mm de diámetro. Este piñón va acoplado a otra rueda dentada de 1945 mm de diámetro, todo ello alojado en una caja cerrada autolubricante.
En la segunda fase de reducción, un piñón de 738 mm, montado en el mismo eje que la rueda dentada delantera, engrana con una parte dentada de la polea motriz de 3577 mm de diámetro. Esta segunda reducción se realiza sin caja protectora.
La polea motriz tira del cable tractor y dispone de una parte dentada y otra de doble ranura para realizar esta función. El sistema consiste en una polea invertida de triple cuello y un diámetro de 3000 mm, que se suma a la superficie de contacto del cable con la polea de maniobra y ayuda a desplazar el cable hacia la línea de poleas situadas sobre el centro de la vía en el exterior.
Las máquinas fueron suministradas por el fabricante suizo Von Roll Fonderie Berne e inicialmente tenían un motor de 50 hp, que giraba a 600 revoluciones por minuto. Con el tiempo, el motor se ha cambiado, y ahora tiene un motor de 220 V de 125 hp, con una velocidad máxima de 1,5 metros por segundo.
El cable tractor original era un cable de torsión de 39 mm de diámetro, compuesto por seis cables de 19 hilos cada uno. Discurre por en medio de la vía férrea, apoyándose en las poleas dispuestas en la línea, que le permiten adaptarse a su trazado.

## Autoridad y regulación
La instalación dispone de un puesto de control situado en la estación inferior, desde el que se regulan el control manual y el sistema de frenado, formado por frenos manuales y frenos de emergencia. Ambos frenos son dispositivos mecánicos de tipo mordaza y quedan liberados por la fuerza de rozamiento que ejercen unas mordazas de madera sobre los discos de freno situados en el eje de la primera fase de reducción.
En cualquier caso, los vehículos disponen de dos sistemas de frenado (servicio y emergencia) que no están relacionados con el resto de sistemas de frenado de la instalación. Ambos dispositivos funcionan mediante mecanismos de tipo mordaza a través de zapatas que actúan directamente sobre el riel. El freno de mano se acciona girando la manivela en el sentido de las agujas del reloj; el freno de emergencia, en cambio, es del tipo Ruprecht y entra en funcionamiento en cuanto desaparece la tensión del cable del vagón. En este caso, los contrapesos se sueltan y al caer liberan los resortes y las mordazas que se tensan contra el riel.

## Vehículos

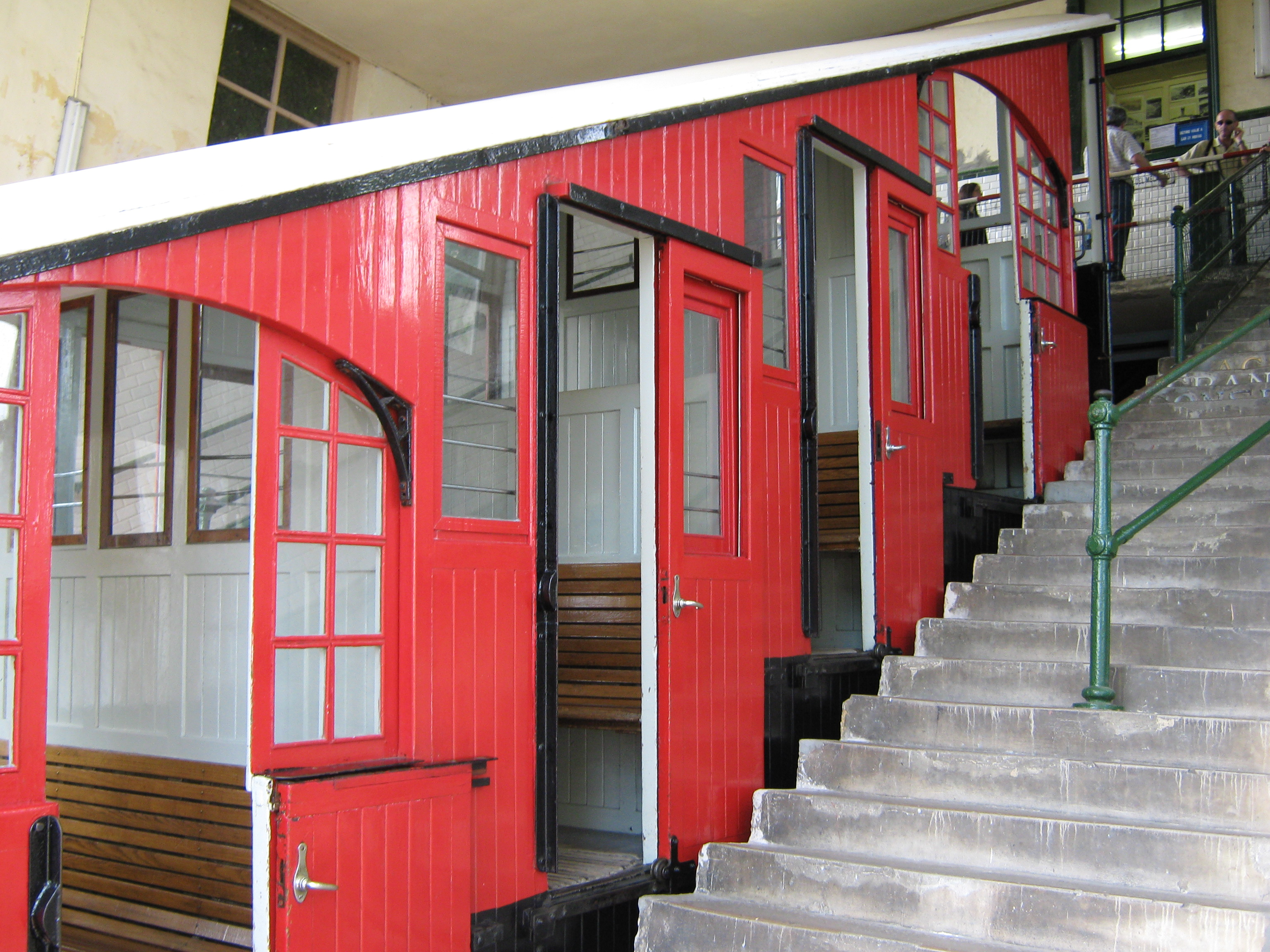
Uno de los dos vehículos originales en la estación superior

Los dos coches de viajeros conservan su apariencia original con algunos cambios menores. En el interior predomina el color blanco mezclado con el tono madera de los asientos originales, y en el exterior están pintados de rojo con algunos adornos en negro.
Fueron construidos sobre chasis suministrados por Von Roll de Berna y la carrocería se instaló en San Sebastián. Tienen unos 10 m de largo y están divididos en cinco compartimentos; estos compartimentos están dispuestos escalonados en fila con una diferencia de altura de 60 cm para que el acceso y los asientos queden horizontales.
Originalmente, uno de estos compartimentos se utilizaba para la carga, es más ancho que el resto y tiene una puerta corredera adicional para facilitar la carga.
De los cinco compartimentos, tres tenían inicialmente cortinas para cerrar los huecos laterales. Sin embargo, se han cerrado parcialmente con vidrio debido a las condiciones climáticas. Por la misma razón, se colocó un vidrio en la zona del conductor.

## Estaciones

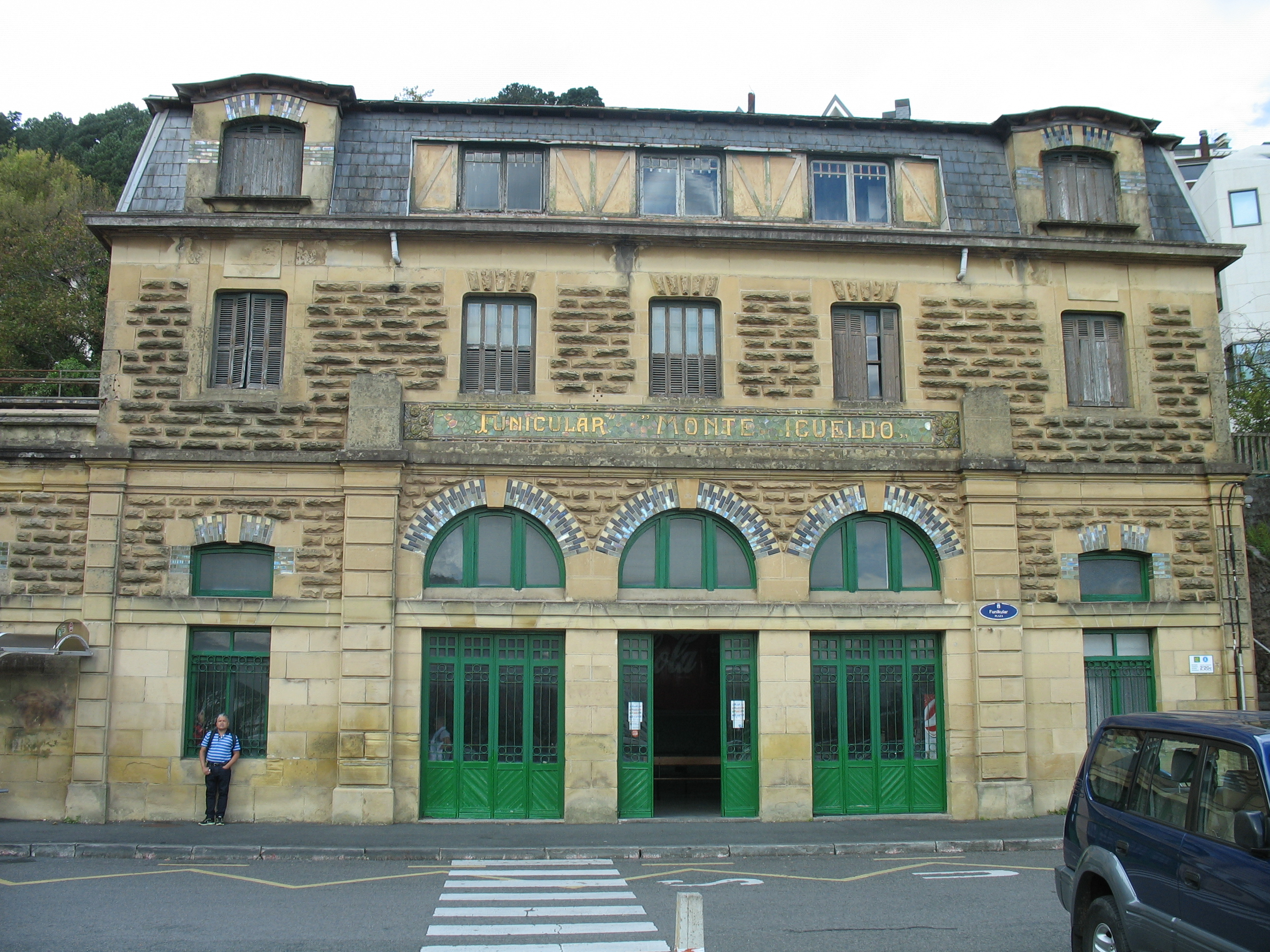
Estación de Ondarreta

Las estaciones se encuentran al principio y al final de la línea, siendo destacable el edificio de la estación inferior junto a Ondarreta. En el interior de las dos estaciones existe una amplia zona en pendiente, donde hay un foso y un andén escalonado, que permite el ingreso de los pasajeros a los vehículos.
En medio de la línea había dos pequeñas paradas en los puntos kilométricos 0,128 y 0,201, pero no se utilizan desde los años 1970.
Destaca la edificación de la estación inferior de estilo modernista. Construida en 1912, es obra del arquitecto Luis Elizalde . Consta de dos cuerpos, de diferentes alturas, y ambos tienen en planta forma rectangular. Es una estructura portante independiente del edificio principal y está formada por muros perimetrales y vigas que soportan las plantas. Estos muros de carga se levantan sobre los lados de mayor longitud de cada volumen.
El primer volumen contiene las oficinas del Funicular de Monte Igeldo. Tiene dos plantas más un desván bajo un tejado de pizarra en mansarda y un anexo al fondo. El segundo volumen se destina únicamente a la estación que se ubica en la planta baja, con un tejado a cuatro aguas.
Las fachadas de los dos cuerpos tienen el mismo estilo del edificio abierto al público, que tiene un acceso cuadrado con pilastras adosadas y consta de tres puertas bajo un arco de medio punto. Los dos volúmenes se unen mediante un zócalo de sillares y la imposta del cuerpo inferior. En la parte superior se encuentra un paramento con sillares con forma de almohada, suspendido sobre una segunda imposta, con mampostería en las esquinas, un dintel en el vano y un entramado de madera visible en los capiteles del desván. Los vanos se distribuyen en la fachada de cada volumen según su eje de simetría.
Exteriormente, las fachadas no presentan signos significativos de envejecimiento como consecuencia del paso del tiempo y se hallan en un buen estado general de conservación, aunque se han realizado algunas reformas en los vanos de la planta baja y en el alero del primer volumen.
La estación superior, más sencilla, tiene menos interés y se ha modificado su aspecto original con el paso del tiempo.